# Mehmed III.
Mehmed III. (26. května 1566, Manisa – 22. prosince 1603, palác Topkapi, Istanbul) byl osmanský sultán od roku 1595 do své smrti v roce 1603. Mehmed byl nejvíce znám kvůli rozsáhlé popravě všech svých bratrů a synovců při nástupu na trůn a jako vojevůdce osmanské armády během Dlouhé turecké války. Jeho největším úspěchem byla vítězná bitva u Mezőkeresztese. Toto vítězství však bylo překryto několika porážkami, např. v Győru a Nikopoli. Zvládl také úspěšně potlačit povstání v Anatolii. Navázal také výjimečné přátelství s anglickou královnou Alžbětou I. a doufal ve spojenectví proti Španělsku.

## Mládí
Mehmed se narodil v paláci v Manise v roce 1566, během vlády svého pradědy sultána Sulejmana I. Byl synem sultána Murada III. a vnukem sultána Selima II., který byl synem sultána Sulejmana I. a jeho oficiální manželky Hürrem Sultan. Jeho matkou byla Safiye Sultan, původem z Albánie, z pohoří Dukagjin.
Sultán Sulejman I. zemřel ve stejném roce, jako se narodil a novým sultánem se stal jeho děda Selim II. Selim zemřel, když bylo Mehmedovi 8 let a jeho otec Murad III. se stal sultánem v roce 1574. Jeho otec zemřel v roce 1595, když bylo Mehmedovi 28 let.
Mehmed strávil většinu svého života v Manise, spolu se svým otcem a matkou Safiye, a prvním učitelem Ibrahimem Efendim. Obřezán byl 29. května 1582 ve věku 16 let.

## Vláda

### Bratrovrah
Ihned po nástupu na trůn nařídil Mehmed popravu všech svých devatenácti bratrů. Byli uškrceni dvorními katy. Bratrovražedné posloupnosti byly bezprecedentní, protože sultánové měli často se svými konkubínami desítky dětí. Nejmladšímu popravenému byly pouhé 2 měsíce.

### Boj o moc v Istanbulu
Mehmed III. byl v hlavním městě poměrně nečinným vládcem, většinu věcí nechával na starost své matce Safiyi Sultan. Jeho prvním problémem byl konflikt mezi dvěma vezíry, Serdarem Ferhadem Pašou a Koca Sinanem Pašou. Jeho matka a jeho švagr Damat Ibrahim Paša byli na straně Sinana Paši a snažili se Mehmeda od celé záležitosti držet dál. Konflikt vyústil v povstání janičárů. Dne 7. července 1595 konečně Mehmed odvolal z funkce velkovezíra Serdara Ferhada a nahradil jej Sinanem.

### Rakousko-uherská válka
Nejdůležitější událostí jeho vlády byla Dlouhá turecká válka. Sultán Mehmed v této válce vedl armádu osobně, což se stalo poprvé od roku 1566, kdy šel osobně do války Sulejman I. V roce 1596 spolu s armádou dobyl maďarské město Eger. Když se Mehmed doslechl o postupu habsburské armády, chtěl se vrátit zpět do Istanbulu. Nicméně Osmané se rozhodli čelit svému nepříteli tváří v tvář a porazili transylvánské jednotky v bitvě u Mezőkeresztese, během níž bylo nutné sultána odradit od útěku z bitevního pole. Po návratu po vítězné bitvě do Istanbulu sultán vezírům oznámil, že se mají připravit i na další tažení. Následujícího roku benátský vyslanec v Istanbulu napsal, že doktoři nedoporučují sultánovi účasti v bitvách vzhledem k jeho špatnému zdraví, způsobenému nadměrným přejídáním a pitím alkoholu.
V roce 1596 jmenoval Cigalazade Yusufa Sinana Pašu velkovezírem, jako odměnu za úspěchy v bojích. Nicméně na nátlaky dvora, jeho matky a švagra Ibrahima jej zase z funkce brzy odvolal.
Vítězství z bitvy u Mezőkeresztese bylo brzy zastíněno sérií porážek, především u města Győr, kde rakouské jednotky porazily osmanskou armádu pod vedením Hafize Ahmeta Paši a poté u města Nikopol, kde byla poražena valašskými jednotkami v roce 1599. V roce 1600 osmanské jednotky pod vedením Hasana Paši dobyly po 40denním obléhání město Nagykanizsa.

### Povstání v Anatolii
Další významnou událostí jeho vlády bylo povstání vojsk v Anatolii. Karayazıcı Abdülhalim, osmanský státník, obsadil město Urfa a prohlásil se v roce 1600 za sultána. Veřejností se šířila informace, že se chystá vpadnout do Istanbulu a sesadit Mehmeda z trůnu. Na základě toho byl popraven Hüseyin Paša, kterého Karayazıcı jmenoval svým velkovezírem. V roce 1601 Karayazıcı utekl do Samsunu poté, co jeho jednotky byly poraženy Sokulluzade Hasanem Pašou, guvernérem Bagdádu. Jeho bratr Deli Hasan však Hasana Pašu zabil a nechal rozehnat jeho vojáky. Poté se přesunul do Kütahye, kde dobyl a spálil celé město.

## Vztahy s Anglií
V roce 1599, během čtvrtého roku Mehmedovy vlády, vyslala na osmanský dvůr své vyslance královna Alžběta I. Dary, které poslala, byly původně pro jeho otce Murada III., avšak ten zemřel dříve, než stihli vyslanci dorazit. Mezi dary byly také velké hodinové varhany posázené drahokamy. Dokončení varhan trvalo mnoho týdnů a představovaly taneční sochy, jako je hejno kosů, kteří na konci zvonění zpívali a třásli křídly. Dále byl mezi dary také dopis adresovaný sultánově matce Safiyi Sultan. Tyto dary měly stvrdit dohodu z roku 1581 o obchodu mezi těmito dvěma zeměmi.
Sultán Mehmed III. udržoval kontakt s Anglií a doufal ve spojenectví v bojích proti Španělsku.

## Smrt
Mehmed zemřel 22. prosince 1603 ve věku 37 let. Podle jednoho ze zdrojů byl příčinou úmrtí stresový šok po popravě jeho syna Şehzade Mahmuda. Jiné ze zdrojů uvádí, že zemřel na mor nebo mrtvici. Nejpravděpodobněji však zemřel na cirhózu jater, jelikož celoživotně holdoval alkoholu. Byl pohřben v chrámu Hagia Sofia. Po jeho smrti se stal sultánem jeho syn Ahmed I.

## Rodina

### Konkubíny a manželky
Mehmed měl tři hlavní konkubíny, o kterých byly vedeny záznamy. Podle harémových spisů ani jedna z nich nezískala titul Haseki Sultan.
- Handan Sultan († 9. listopadu 1605), matka jeho následníka Ahmeda I. a Valide Sultan během synovy vlády. Pohřbena byla v mauzoleu Mehmeda III. v Hagia Sofia
- Halime Sultan, matka sultána Mustafy I. a Valide Sultan za jeho vlády
- konkubína, která zemřela spolu se svým synem v kojeneckém věku na neštovice v roce 1598, jméno neznámé

### Synové
Sultán Mehmed III. měl celkem 9 synů:
- Şehzade Selim (1585, Manisa – 1597/98, Palác Topkapi), matka Handan. Zemřel na zápal plic.
- Şehzade Sulejman (1586, Manisa – 1597/98, Palác Topkapi), matka Handan. Zemřel na zápal plic.
- Şehzade Mahmud (1587, Manisa – popraven 7. června 1603 svým otcem), matka Halime.
- Ahmed I. (18. dubna 1590, Manisa – 22. listopadu 1617), matka Handan. Stal se sultánem po svém otci, zemřel ve 27 letech na břišní tyfus.
- Şehzade Osman (1597, Palác Topkapi – 1601, tamtéž), matka Handan. Zemřel na neštovice.
- Şehzade Fülan (1597 – 1597/98 Palác Topkapi), matka bezejmenná konkubína, zemřeli společně
- Şehzade Cihangir (1599 – 1602), není známo, kdo byl matkou
- Mustafa I. (1600/1601 – 20. ledna 1639), matka Halime. Stal se celkem dvakrát sultánem, kvůli psychické nemoci byl ale odvolán a dožil život s matkou mimo palác.

### Dcery
Sultán Mehmed III. měl celkem 10 dcer:
- Fatma Sultan (1584, Manisa – ?), matka Handan. Poprvé byla provdána v roce 1600 za Mahmuda Pašu, guvernéra Egypta. Podruhé byla provdána v roce 1604 za Tiryaki Hasan Pašu († 1611), se kterým měla syna a dvě dcery. Nakonec potřetí byla provdána za Güzelce Ali Pašu, který byl až do své smrti v roce 1621 velkovezírem.
- Ayşe Sultan (asi 1587, Manisa – cca 1614, palác Topkapi), matka Handan. Byla provdána za Destari Mustafu Pašu, se kterým měla syna a dvě dcery, které zemřely jako kojenci. Některé zdroje uvádí, že podruhé byla provdána za Gazi Hüsreva Pašu.
- Hatice Sultan (1588, Manisa – 1613, palác Topkapi), matka Halime. Poprvé byla provdána v roce 1604 za Damata Mirahura Mustafu Pašu. Podruhé byla provdána v roce 1612 za Sultanzade Mahmuda Pašu, syna Cığalazade Yusuf Sinan Pašu a Salihy Hanimsultan (dcery Ayşe Hümaşah Sultan, vnučky sultána Sulejmana I.). Zemřela krátce po své druhé svatbě, bezdětná.
- Beyhan Sultan (asi 1590, Manisa – ?). Provdala se v roce 1612 za Damata Halila Pašu.
- Şah Sultan (1590, Manisa – 1623, palác Topkapi), matka Halime. V roce 1604 byla provdána za Kara Davuda Pašu. Měla s ním jednoho syna a jednu dceru.
- Hümaşah Sultan (? – ?), v říjnu 1612 byla provdána za Cagaloglu Mahmud Pašu.
- Esra Sultan (? – ?), matka neznámá. V roce 1622 se nenacházela na seznamu neprovdaných princezen, což znamená, že byla již provdána nebo již zesnula.
- Ümmügülsüm Sultan (? – po roce 1622), neznámá matka. V roce 1622 se nacházela na seznamu neprovdaných princezen.
- Halime Sultan (? – po roce 1622), neznámá matka. V roce 1622 se nacházela na seznamu neprovdaných princezen.
- Akile Sultan (? – po roce 1622), neznámá matka. V roce 1622 se nacházela na seznamu neprovdaných princezen.